# دهستان خوما
دهستان خوما (به لاتین: Khoma Gewog) یک دهستان در کشور بوتان است که در ناحیهٔ لهونتسه واقع شده‌است.